# Alexeter clavator
Alexeter clavator là một loài tò vò trong họ Ichneumonidae.